# Lewis Cook
Lewis John Cook (York, Anglia, 1997. február 3. –) angol labdarúgó, aki jelenleg a Bournemouth-ban játszik, középpályásként. Pályafutását a Leeds Unitednél kezdte, 2014-ben pedig tagja volt annak az U17-es angol válogatottnak, mely megnyerte az U17-es Európa-bajnokságot.

## Pályafutása

### Leeds United
Cook a Leeds United ifiakadémiáján kezdett el futballozni és már 15 évesen bekerült az U18-as csapatba. 2013. március 1-jén gólt szerzett a Liverpool U18 ellen az FA Youth Cupban, de a meccset végül az ellenfél nyerte 3-1-re. A felnőtt csapatba a 2014/15-ös idény előtti felkészülési időszakban került be. A szezon első mérkőzésén, a Millwall ellen tétmeccsen is bemutatkozhatott, a 64. percben csereként beállva. Kezdőként 2014. augusztus 12-én lépett pályára először a Leedsben, egy Accrington Stanley elleni Ligakupa-meccsen.
Augusztus 30-án, a Watford elleni bajnokin szintén kezdőként kapott lehetőséget. Cook hamar fontos tagjává vált a Leeds első csapatának, csakúgy, mint a szintén saját nevelésű Alex Mowatt, Charlie Taylor és Sam Byram. 2015. március 28-án bokasérülést szenvedett, miközben az angol U19-es válogatottban szerepelt, ezért ki kellett hagynia az évad hátralévő meccseit.
2015 áprilisában több olyan hír is felmerült, hogy Premier League csapatok érdeklődnek Cook, Mowatt, Taylor és Byram iránt, de a csapat akkori menedzsere, Neil Redfearn arra kérte a vezetőket, hogy próbálják meg megtartani a fiatal tehetségeket. Cook az idény végén megnyerte az év ifijének járó díjat a másodosztályban, valamint a Leeds United legjobb fiataljának járó elismerést is begyűjtötte. A szurkolók "Év játékosa" szavazásán is csak Alex Mowatt tudta megelőzni.
2015. május 11-én új, 2017-ig szóló szerződést kötött a klubbal. Augusztus 12-én, egy Doncaster Rovers elleni Ligakupa-meccsen megszerezte első gólját a felnőtt csapatban, de még az első félidőben ki is állították azonnali piros lappal. A mérkőzést végül büntetőkkel elvesztette a Leeds. Cook végül hárommeccses eltiltást kapott. 2016. január 7-én a csapat menedzsere, Steve Evans elárulta, hogy több Premier League-ből érkező ajánlatot is elutasított Cookért. Február 24-én egy látványos távoli lövéssel megszerezte első bajnoki gólját a csapatban, a Fulham ellen.
2016. április 17-én Cook elnyerte az English Football League legjobb fiatal játékosának járó díjat, melyet korábban többek között Gareth Bale és Dele Alli is begyűjtött. A hónap végén ismét elnyerte a legjobb fiatal Leeds játékosnak járó díjat, míg a legjobb játékos címért folytatott csatában a második helyen végzett Charlie Taylor mögött. A klub tulajdonosa, Massimo Cellino 2016. június 15-én bejelentette, hogy megkezdte a tárgyalásokat a játékos ügynökével egy esetleges szerződéshosszabbítást illetően.

### Bournemouth
A szerződéshosszabbítási tárgyalások ellenére 2016. július 8-án Cook a Premier League-ben szereplő AFC Bournemouth-hoz igazolt, négyéves szerződést aláírva. A felkészülési időszakban a kezdőcsapatban lépett pályára a Reading elleni barátságos mérkőzésen, ahol jó teljesítményt nyújtott és gólt is szerzett.

## Válogatott pályafutása
2014 májusában Cook is tagja volt az U17-es angol válogatottnak, mely megnyerte az U17-es Eb-t. Az öt mérkőzésből hármon kezdő volt, köztük az elődöntőben és a döntőben is.
2014 augusztusában megkapta első meghívóját az U18-as válogatottba, egy Hollandia elleni mérkőzésre. 2015 márciusában meghívták az U19-es válogatottba, a Dánia, Azerbajdzsán és Franciaország elleni Eb-selejtezőkre. Március 28-án, Azerbajdzsán ellen debütált, 78 percet játszva. Franciaország ellen nem játszhatott egy bokasérülés miatt. A 2016-os U19-es Eb-re is meghívták, de a Leeds United menedzsere, Garry Monk szerette volna, ha végigdolgozza a felkészülési időszakot, ezért nem engedte el.

## Sikerei

### Anglia U17
- U17-es Európa-bajnok: 2014

### Anglia U20
- U20-as világbajnok: 2017

### Anglia U21
- Touloni Ifjúsági Torna: 2018